# John Blatt
John Markus Blatt (Viena, 23 de novembro de 1921 – Haifa, 16 de março de 1990) foi um físico nuclear estadunidense.

## Obras
- com Victor Weisskopf Theoretical Nuclear Physics, Wiley 1952, Reimpressão Dover 1991
  - Edição em alemão: Theoretische Kernphysik, Leipzig, Teubner 1959
- Theory of Superconductivity, Academic Press 1964
- com Lawrence Biedenharn Angular distribution of scattering and reaction cross sections, Rev. Mod. Phys., Volume 24, 1952, p. 258-272
- com Biedenharn, M. E. Rose Some properties of Racah and associated coefficients, Rev. Mod. Phys., Volume 24, 1952, p. 249-257
- Introduction to FORTRAN IV programming, using the watfor compiler, Pacific Palisades, Goodyear Publ, 1968, 1971
- Basic FORTRAN IV programming (version IBM 360), Sydney 1969
- Dynamic economic systems: a post-Keynesian approach, Armonk, New York, M. E. Sharpe 1983
- com Ian Boyd Investment confidence and business cycles, Springer 1988
- com Stuart Thomas Butler A modern introduction to physics, Sydney, Horwitz-Grahame 1960, 1965
  - Volume 1 Mechanics of particles,
  - Volume 2 Kinetic theory of matter and mechanics of solids[2]